# Манот (пещера)
Манот (ивр. מערת מנות‎ Me’arat Manot) — пещера в Израиле. Названа по названию мошава Манот, на территории которого была обнаружена. Находится близ северо-западной границы Израиля недалеко от Акко (Западная Галилея), в 30 км к северо-востоку от горы Кармель.
Пещера была обнаружена случайно во время строительных работ в 2008 году при подготовке площадки для фундамента нового дома. Пещера известна своими археологическими находками кремнёвых и костных артефактов. В геологическом плане, это активная сталактитовая пещера. Пещера Манот состоит из длинного зала, длиной 80 метров и от 10 до 25 метров в ширину. Две нижние камеры подходят к нему с севера и юга. В пещере имеется много сталагмитов. Археологические находки свидетельствуют о том, что по крайней мере последние 15 тыс. лет пещера была полностью изолирована.
Манот 1, самый древний череп представителя вида Homo sapiens за пределами Африки, был обнаружен в начальный период исследования пещеры Манот в 2008 году. Значение находки выяснили после детального научного анализа. Впервые статья о находке была опубликована в онлайновом издании Nature от 28 января 2015 года. Черепная коробка достоверного представителя Homo sapiens была извлечена с поверхности карстовой пещеры Манот и не была связана с артефактами. Уран-ториевым (U—Th) методом были получены средние датировки возрастом 51,8 ± 4,5 и 54,7 ± 5,5 тыс. лет для кальцитовой корки на своде черепа Манот 1 и натёчных образований в пещере. Минимальная дата для кальцитовой корки на черепе — 39,2 ± 5,6 тыс. лет, максимальная — 68,4 ± 6,8 тыс. лет.
На левой стопе молодого взрослого человека из пещеры Манот на второй плюсневой кости наблюдалось заживление «перелома Лисфранка».
Пещера содержит свидетельства заселения людьми в эпоху раннего верхнего палеолита (46—33 тыс. лет назад), главным образом в период ранней ахмарской культуры (примерно 46—42 тыс. л. н.) и в период левантийского ориньяка (примерно 38—34 тыс. л. н.). На месте были обнаружены шесть зубов (три молочных и три постоянных). Верхний первый премоляр, вероятно, принадлежит современному человеку, верхний молочный второй моляр и верхний второй постоянный коренной зуб могли принадлежать современному человеку, а второй нижний молочный коренной зуб мог быть неандертальским.

## Галерея

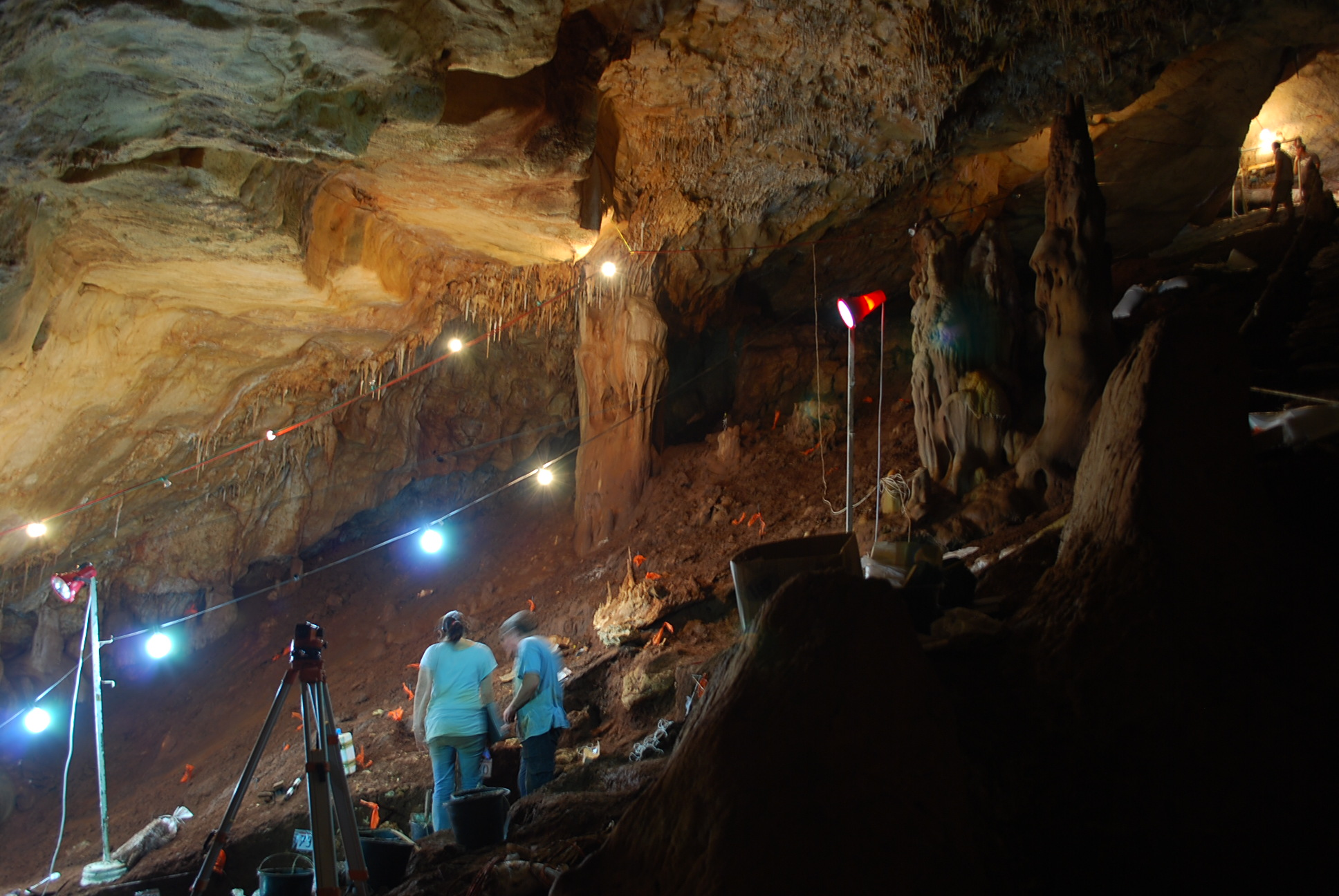
Пещера Манот во время раскопок в 2011 году
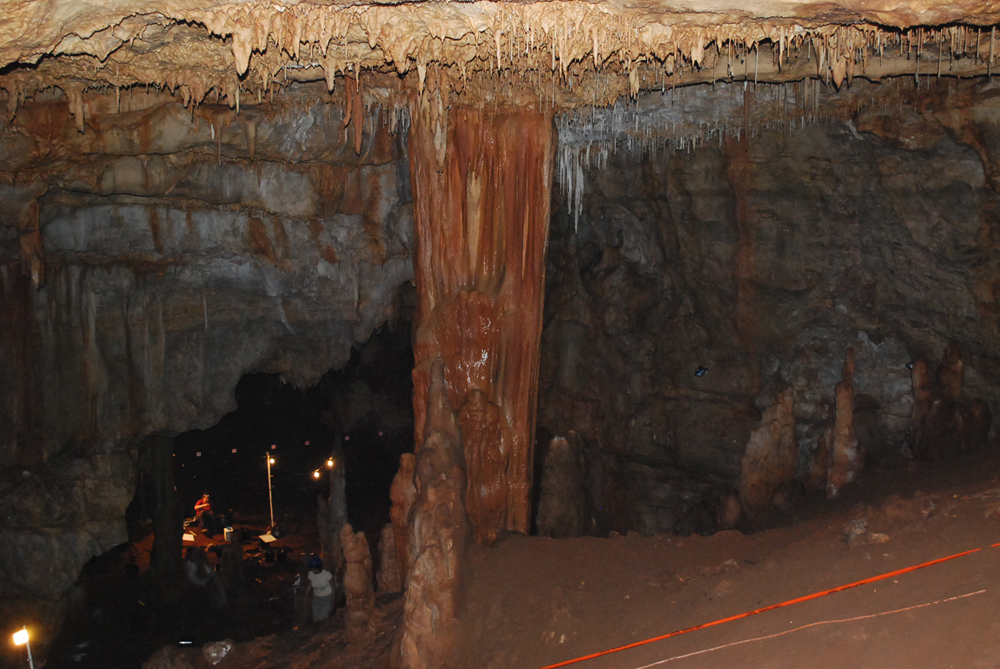
Сталактиты и сталагмиты в пещере Манот
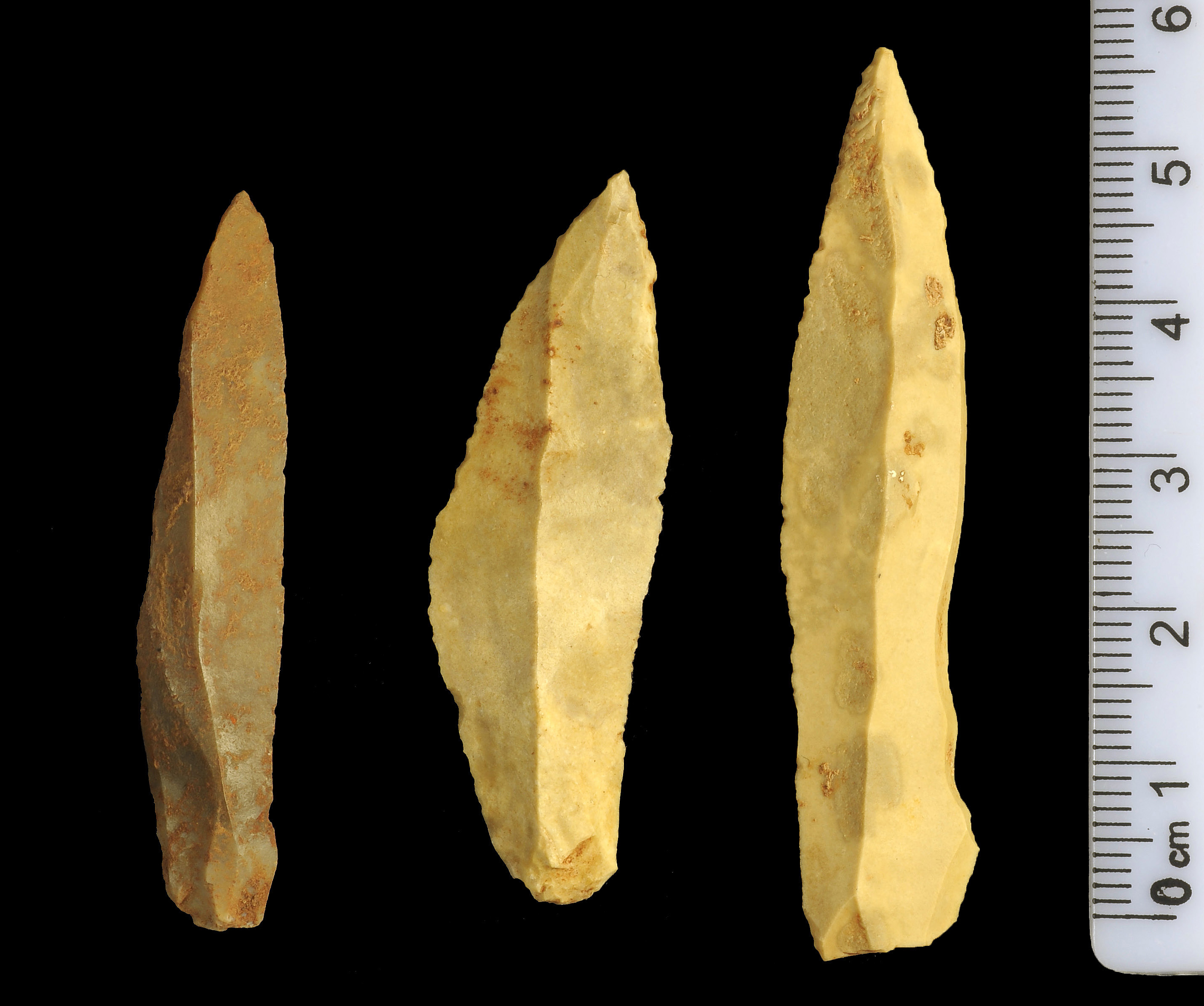
Кремнёвые наконечники из пещеры Манот
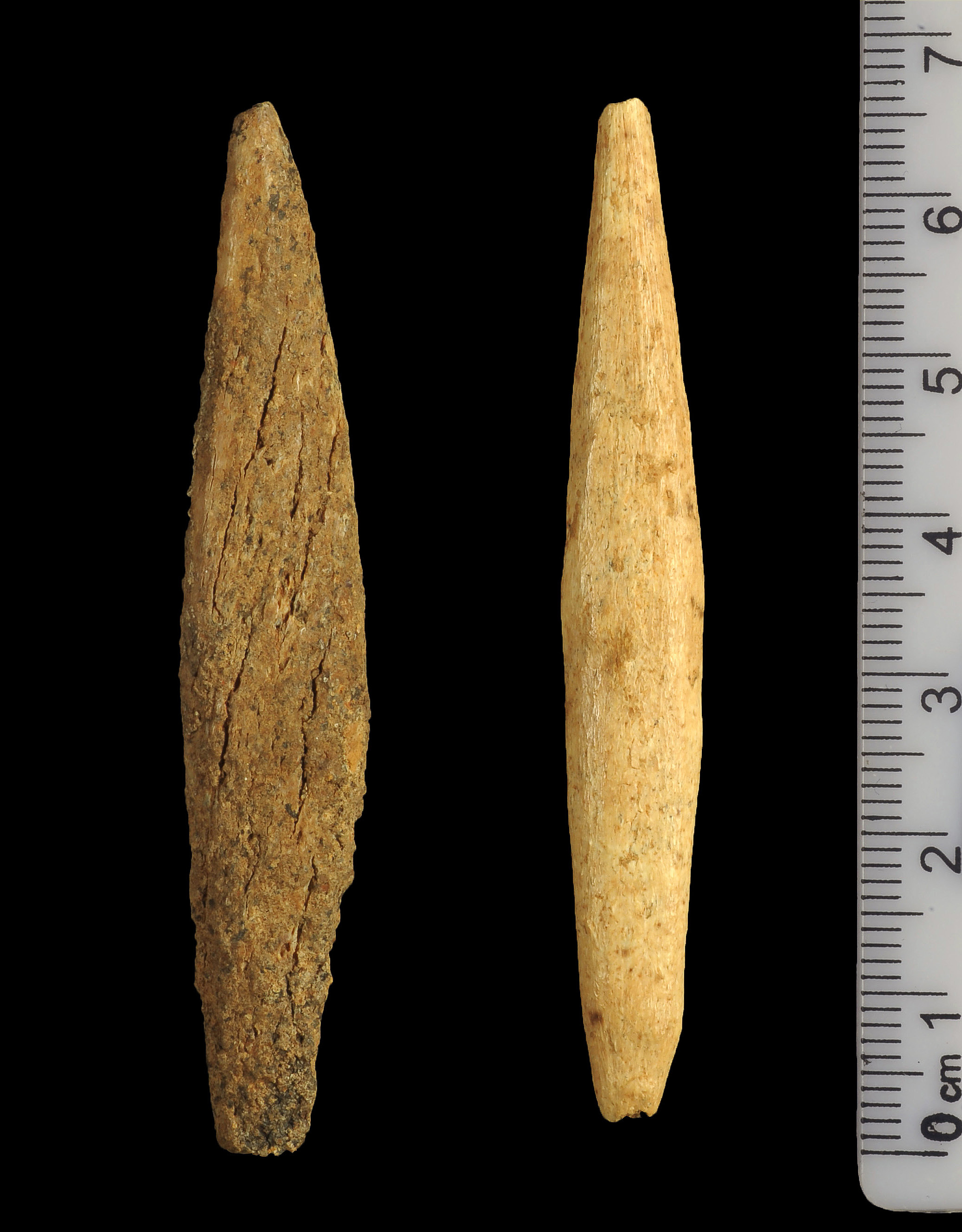
Костяные орудия из пещеры Манот